# Podlaski Ogród Botaniczny
Podlaski Ogród Botaniczny lub Podlaski Ogród Ziołowy – prywatny ogród botaniczny w Korycinach, w powiecie siemiatyckim w województwie podlaskim w Polsce.
Założycielem ogrodu jest Mirosław Angielczyk.

## Opis
Podlaski Ogród Botaniczny został założony w 2007 roku. W 2011 roku uzyskał status ogrodu botanicznego oraz członka Rady Ogrodów Botanicznych i Arboretów w Polsce. W 2012 powstał tu Ośrodek Edukacji Przyrodniczej. W 2020 roku w ogrodzie uprawianych było około 1500 taksonów, 85 gatunków objętych ścisłą ochroną i 13 częściową. W ogrodzie znajdują się również drewniane zabytkowe budynki przeniesione z okolicznych miejscowości.